# Kortykoliberyna
Kortykoliberyna (ang. corticotropin-releasing hormone, CRH, hormon uwalniający kortykotropinę) – wielopeptydowy neuroprzekaźnik i hormon związany z odpowiedzią organizmu na stres. Pobudza przysadkę do wydzielania hormonu adrenokortykotropowego (kortykotropiny). Uwalniana jest w podwzgórzu, a także w korze czołowej, zakręcie obręczy, jądrze centralnym ciała migdałowatego, miejscu sinawym i jądrach szwu. Odpowiada za uaktywnianie zachowań lękowych, redukowanie zachowań wzmacnianych nagrodą oraz hamowanie apetytu i aktywności seksualnej. W mózgu występują dwa typy receptorów wrażliwych na działanie kortykoliberyny, których charakter jest prawdopodobnie przeciwstawny: CRH1 i CRH2.